# Utility Directory
Utility Directory è un'utility sviluppata dalla Apple Inc. inclusa con il sistema operativo macOS, che serve per configurare l'accesso ai servizi di directory, come SMB, CIFS o AppleTalk.
Nelle precedenti versioni di macOS, questa applicazione si chiamava Accesso Directory.
Da OS X Snow Leopard, l'applicazione è posizionata al percorso /System/Library/CoreServices e può essere aperta dal pannello Account di Preferenze di Sistema, facendo click su Accedi.